# جنونية

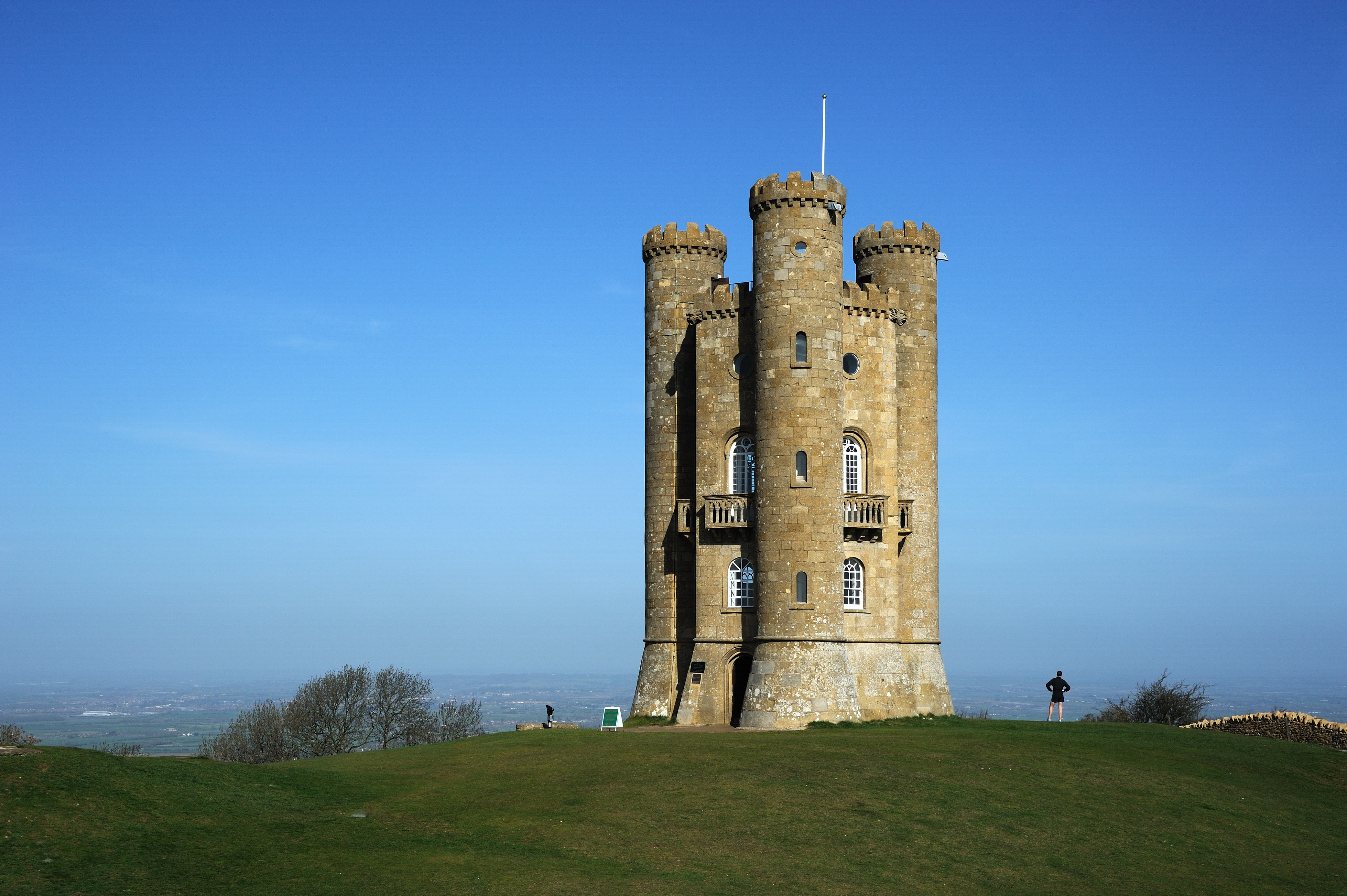
برج برودواي، وسترشير، إنجلترا

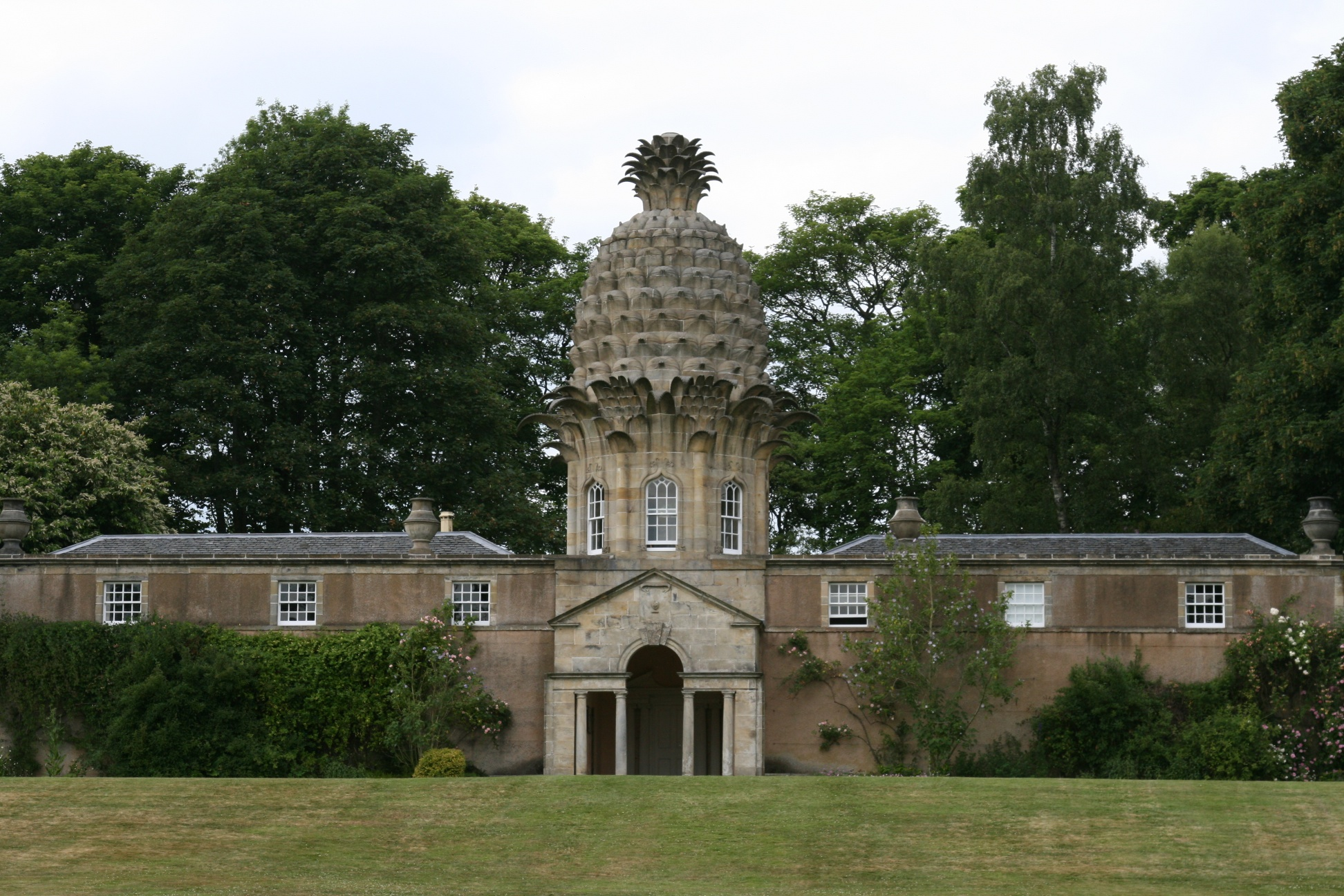
دنمور الأناناس في سكوتلندا

الجنونية أو الجنوني (بالإنجليزية: Folly)‏ أو (بالفرنسية: Fabrique de jardin)‏؛ مصطلح يُطلق على نوع من المباني التي بنيت بالأساس بغرض التزيين والديكور، وذلك إما عبر إيحاءه بمظهره أو بمجرد ظهوره ليكون مسرفًا بحيث يتجاوز فئة البناء أو المكان الذي ينتمي إليه المبنى.
غالبًا ما تضمنت حدائق القرن الثامن عشر الإنجليزية وحدائق المناظر الطبيعية الفرنسية معابد رومانية، والتي رمزت للفضائل أو المثاليات الكلاسيكية. تمثلت حدائق الحماقات الأخرى في القرن الثامن عشر بالمعابد الصينية، الأهرامات المصرية، الأديرة المهدمة أو خيم التتار وكانت تلك المعالم تبنى بالحدائق لتمثيل قارات وحقب تاريخية مختلفة. في بعض الأحيان كانت تمثل القرى الريفية، الطواحين والبيوت، كرمز للفضائل الريفية. العديد من الحماقات، وخاصة خلال المجاعات، مثل مجاعة البطاطا الإيرلندية، بنيت كشكل من أشكال إعانة الفقراء، لتوفير فرص عمل للفلاحين والحرفيين العاطلين عن العمل.
في اللغة الإنجليزية، بدأ المصطلح على أنه «اسم شعبي لأي بناء مكلف اعتبر أنه قد أظهر حماقة في من قام ببنائه»، وهو تعريف قاموس أوكسفورد الإنجليزي، وغالبًا ما سميت على اسم الشخص الذي كلف أو صمم المشروع. إن دلالات السخافة أو الجنون في هذا التعريف هي في الاتفاق مع المعنى العام للكلمة الفرنسية "folie"؛ ومع ذلك فإن معاني أخرى أقدم للكلمة هي «السرور» أو «المسكن المفضل»